# Fallschirmschützenabzeichen der Luftwaffe
Das Fallschirmschützenabzeichen der Luftwaffe wurde am 5. November 1936 vom Oberbefehlshaber der deutschen Luftwaffe Hermann Göring gestiftet und wurde nach erfolgreichem Abschluss des Fallschirmschützenlehrgangs Offizieren, Unteroffizieren und Mannschaften der Wehrmacht verliehen. Eine Ausnahme bildeten die Offiziere und Unteroffiziere, die als Lehrer an der Fallschirmschule tätig waren. Diesen wurde das Fallschirmschützenabzeichen nach erfolgreichem Abschluss der Fallschirmspringerausbildung sofort verliehen, da sie die Schützenausbildung bereits beherrschten. 

## Erwerb und Erhaltung
Das Fallschirmschützenabzeichen wurde für den bestandenen Springerlehrgang an einer der Fallschirmschulen der Luftwaffe verliehen. Dieser dauerte anfangs zwei Monate und wurde im Krieg verkürzt durchgeführt. Das Fallschirmschützenabzeichen der Luftwaffe wurde zusammen mit einem Erwerb-Nachweis, dem sogenannten Fallschirmschützenschein nach sechs erfolgreichen Absprüngen verliehen. Schein und Abzeichen standen in unmittelbarer Verbindung zur dienstgradabhängigen Fallschirmschützen-Zulage mit 65 bis 120 RM monatlich. Zum Erhalt von Schein und Zulage musste der betreffende Wehrmachtsangehörige im Jahr eine Mindest-Sprungzahl von sechs Absprüngen nachweisen. Auch ohne Bewahrungs-Nachweis durfte das Abzeichen ehrenhalber getragen werden.

## Aussehen, Beschaffenheit und Trageweise

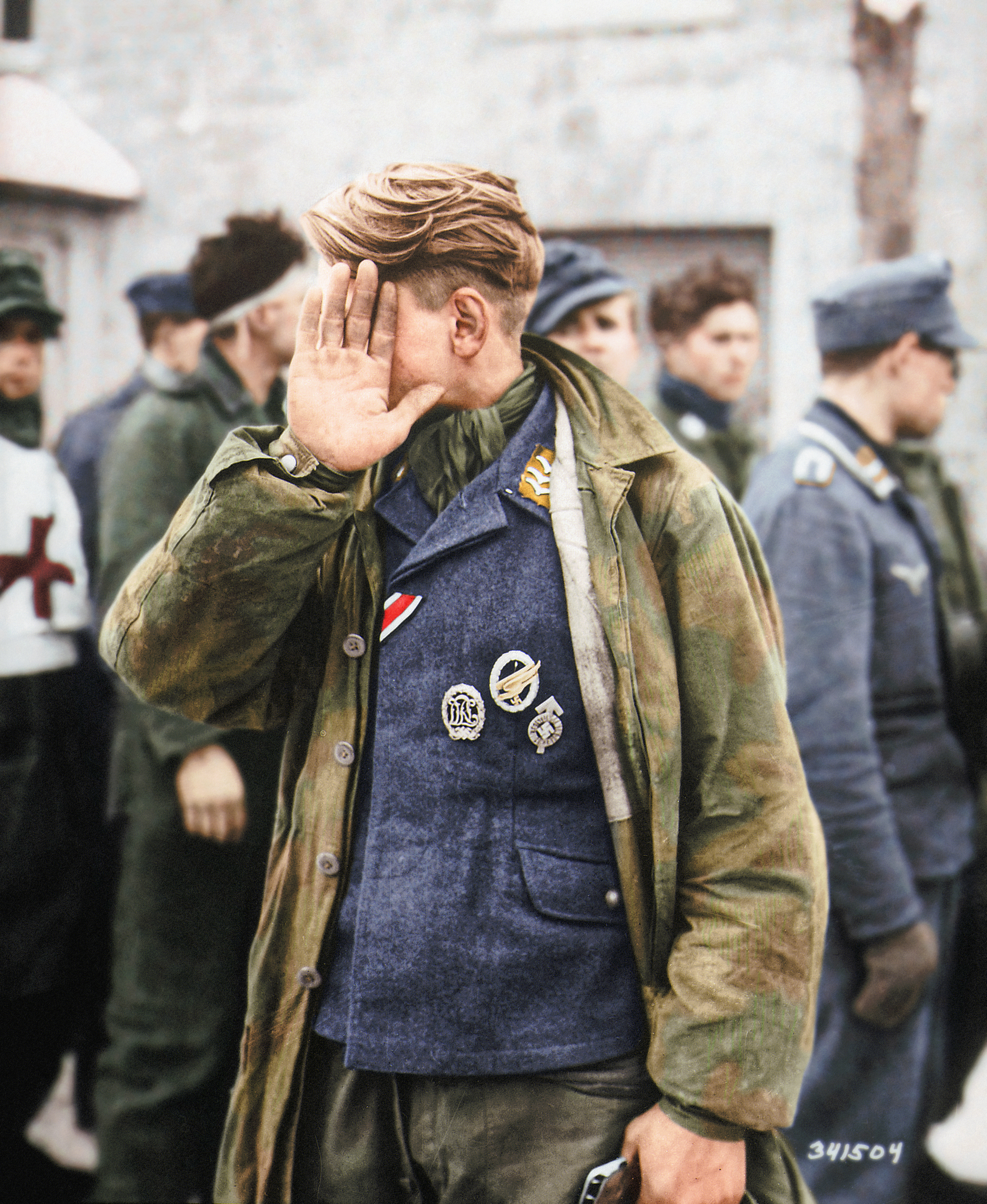
Trageweise des Fallschirmschützenabzeichens der Luftwaffe am Waffenrock

Das hochovale Abzeichen ist aus einem versilberten Kranz, von linksseitig Eichenblättern und rechtsseitig Lorbeerblättern gebildet, der unten mit einem Band zusammengebunden ist. Auf diesen Kranz ist ein vergoldeter, stürzender Adler mit Hakenkreuz in den Fängen aufgesetzt. Getragen wurde das Abzeichen als Steckabzeichen auf der linken Brust. Verliehen wurde es erstmals am 15. Dezember 1936.
Laut dem Gesetz über Titel, Orden und Ehrenzeichen vom 26. Juli 1957 ist das Tragen von Abzeichen aus der Zeit des Nationalsozialismus in der Bundesrepublik Deutschland nur ohne nationalsozialistische Embleme gestattet. Hierfür wurde das Hakenkreuz aus den Fängen des Adlers entfernt.

## Sonstiges
Das Barettabzeichen der Fallschirmjäger der deutschen Bundeswehr gleicht dem Fallschirmschützenabzeichen. In der offiziellen Version und nach der Zentralen Dienstvorschrift (ZDv) hat der stürzende Adler, wie in der Version von 1957, ebenfalls leere Fänge und das Band wurde durch die Fahne der Bundesrepublik Deutschland ersetzt.